# Storån-Österdalälven
Storån-Österdalälven este o arie protejată (arie specială de conservare — SAC, sit de importanță comunitară — SCI) din Suedia întinsă pe o suprafață de 819 ha, integral pe uscat.

## Localizare
Centrul sitului Storån-Österdalälven este situat la coordonatele 61°53′12″N 12°46′44″E / 61.8868°N 12.7788°E.

## Înființare
Situl Storån-Österdalälven a fost declarat sit de importanță comunitară în ianuarie 2002 pentru a proteja un număr necunoscut de specii din flora spontană și fauna sălbatică aflate în arealul zonei. Situl a fost protejat și ca arie specială de conservare în decembrie 2009.

## Biodiversitate
Situată în ecoregiunile alpină și boreală, aria protejată conține 2 habitate naturale: Cursuri de apă de la nivel de câmpie la nivel montan, cu vegetație Ranunculion fluitantis și Callitricho-Batrachion, Râuri naturale fino-scandinave.
La baza desemnării sitului se află un număr nedeclarat de specii protejate.